# German Evangelical Reformed Church
De German Evangelical Reformed Church is een kerkgebouw in Newton in Iowa. De kerk is gebouwd in 1892 en staat in het National Register of Historic Places sinds 1979. De German Evangelical Reformed Church heeft een toren.
Naast de kerk ligt een begraafplaats.